# AY Девы
AY Девы (лат. AY Virginis), HD 120806 — двойная звезда в созвездии Девы на расстоянии (вычисленном из значения параллакса) приблизительно 1300 световых лет (около 399 парсек) от Солнца.
Открыта Куно Хофмейстером в 1935 году*.

## Характеристики
Первый компонент (TYC 4971-645-1) — красный гигант, пульсирующая полуправильная переменная звезда типа SRB (SRB) спектрального класса M6, или Mb. Фотографическая звёздная величина звезды — от +11,4m до +10,3m. Эффективная температура — около 3000 K.
Второй компонент (TYC 4971-645-2). Визуальная звёздная величина звезды — +10,46m. Удалён на 0,5 угловой секунды.